# Składy drużyn olimpijskich w piłce siatkowej mężczyzn 1976
Artykuł grupuje składy wszystkich reprezentacji narodowych w piłce siatkowej, które wystąpiły w turnieju siatkówki mężczyzn na Letnich Igrzyskach Olimpijskich w 1976 roku w Montrealu.

## Składy drużyn
| Numer | Imię i nazwisko         | Rok urodzenia |
| ----- | ----------------------- | ------------- |
| 1     | Bebeto de Freitas       | 1950          |
| 2     | Sérgio Danilas          | 1952          |
| 3     | Alexandre Abeid         | 1949          |
| 4     | Elói de Oliveira Neto   | 1957          |
| 5     | Antônio Moreno          | 1948          |
| 6     | Bernard Rajzman         | 1957          |
| 7     | William da Silva        | 1954          |
| 8     | Alexandre Celso Kalache | 1952          |
| 9     | José Roberto Guimarães  | 1954          |
| 10    | Jean-Luc Rosat          | 1949          |
| 11    | Fernando de Ávila       | 1955          |
| 12    | Paulo Peterle           | 1940          |

| Numer | Imię i nazwisko   | Rok urodzenia |
| ----- | ----------------- | ------------- |
| 1     | Miroslav Nekola   | 1947          |
| 2     | Jaroslav Penc     | 1948          |
| 3     | Štefan Pípa       | 1950          |
| 4     | Vladimír Petlák   | 1946          |
| 5     | Josef Mikunda     | 1953          |
| 6     | Jaroslav Stančo   | 1949          |
| 7     | Vlastimil Lenert  | 1950          |
| 8     | Jaroslav Tomáš    | 1949          |
| 9     | Milan Šlambor     | 1953          |
| 10    | Pavel Řeřábek     | 1952          |
| 11    | Josef Vondrka     | 1952          |
| 12    | Drahomír Koudelka | 1946          |

| Numer | Imię i nazwisko           | Rok urodzenia |
| ----- | ------------------------- | ------------- |
|       | Fouad Salam Alam          | 1951          |
|       | Gaber Mooti Abou Zeid     | 1954          |
|       | Hamid Mohamed Azim        | 1956          |
|       | Ibrahim Fakhr El-Din      | 1954          |
|       | Samir Loutfi El-Sayed     | 1945          |
|       | Attia El-Sayed Aly        | 1954          |
|       | Aysir Mohamed El-Zalabani | 1947          |
|       | Mahmoud Mohamed Farag     | 1954          |
|       | Ihab Ibrahim Hussein      | 1951          |
|       | Azmi Mohamed Meguahed     | 1950          |
|       | Metwali Mohamed           | 1949          |
|       | Mohamed Salehel Shikshaki | 1951          |

| Numer | Imię i nazwisko    | Rok urodzenia |
| ----- | ------------------ | ------------- |
| 1     | Takashi Maruyama   | 1953          |
| 2     | Katsutoshi Nekoda  | 1983          |
| 3     | Katsumi Oda        | 1952          |
| 4     | Tetsuo Nishimoto   | 1950          |
| 5     | Yasunori Yasuda    | 1952          |
| 6     | Yoshihide Fukao    | 1949          |
| 7     | Shoichi Yanagimoto | 1951          |
| 8     | Mikiyasu Tanaka    | 1955          |
| 9     | Tadayoshi Yokota   | 1947          |
| 10    | Seiji Ōko          | 1948          |
| 11    | Tetsuo Satō        | 1943          |
| 12    | Kenji Shimaoka     | 1949          |

| Numer | Imię i nazwisko   | Rok urodzenia |
| ----- | ----------------- | ------------- |
| 1     | Gregory Russell   | 1951          |
| 2     | Alan Taylor       | 1950          |
| 3     | Elias Romanchyck  | 1951          |
| 4     | Donald Michalski  | 1955          |
| 5     | Garth Pischke     | 1955          |
| 6     | Kerry Klostermann | 1947          |
| 7     | Bruno Prasil      | 1950          |
| 8     | Lawrence Plenert  | 1953          |
| 9     | Pierre Bélanger   | 1952          |
| 10    | Edward Alexiuk    | 1952          |
| 11    | Thomas Graham     | 1956          |
| 12    | John Paulsen      | 1951          |

| Numer | Imię i nazwisko  | Rok urodzenia |
| ----- | ---------------- | ------------- |
| 1     | Kim Kon-bong     | 1945          |
| 2     | Cho Jae-hack     | 1949          |
| 3     | Lee Yong-kwan    | 1950          |
| 4     | Park Ki-won      | 1951          |
| 5     | Chong Moon-kyung | 1950          |
| 6     | Lee Sun-kou      | 1952          |
| 7     | Lee Cheun-pyo    | 1951          |
| 8     | Lee In           | 1952          |
| 9     | Kim Choon-khan   | 1950          |
| 10    | Lee Jong-wan     | 1952          |
| 11    | Kang Man-soo     | 1955          |
| 12    | Lim Ho-dam       | 1954          |

| Numer | Imię i nazwisko       | Rok urodzenia |
| ----- | --------------------- | ------------- |
| 1     | Leonel Marshall       | 1954          |
| 2     | Victoriano Sarmientos | 1956          |
| 3     | Ernesto Martínez      | 1951          |
| 4     | Víctor García         | 1950          |
| 5     | Carlos Salas          | 1955          |
| 6     | Raúl Vilches          | 1954          |
| 7     | Jesús Savigne         | 1952          |
| 8     | Lorenzo Martínez      | 1951          |
| 9     | Diego Lapera          | 1950          |
| 10    | Antonio Rodríguez     | 1951          |
| 11    | Alfredo Figueredo     | 1952          |
| 12    | Jorge Pérez           | 1947          |

| Numer | Imię i nazwisko       | Rok urodzenia |
| ----- | --------------------- | ------------- |
| 1     | Włodzimierz Stefański | 1949          |
| 2     | Bronisław Bebel       | 1949          |
| 3     | Lech Łasko            | 1956          |
| 4     | Edward Skorek         | 1944          |
| 5     | Tomasz Wójtowicz      | 1953          |
| 6     | Wiesław Gawłowski     | 1950          |
| 7     | Mirosław Rybaczewski  | 1951          |
| 8     | Zbigniew Lubiejewski  | 1949          |
| 9     | Ryszard Bosek         | 1950          |
| 10    | Włodzimierz Sadalski  | 1949          |
| 11    | Zbigniew Zarzycki     | 1946          |
| 12    | Marek Karbarz         | 1950          |

| Numer | Imię i nazwisko     | Rok urodzenia |
| ----- | ------------------- | ------------- |
| 1     | Andrea Nannini      | 1944          |
| 2     | Paolo Montorsi      | 1951          |
| 3     | Stefano Sibani      | 1951          |
| 4     | Giorgio Goldoni     | 1954          |
| 5     | Francesco Dall'Olio | 1953          |
| 6     | Fabrizio Nassi      | 1951          |
| 7     | Rodolfo Giovenzana  | 1949          |
| 8     | Andrea Nencini      | 1948          |
| 9     | Mario Mattioli      | 1945          |
| 10    | Giovanni Lanfranco  | 1956          |
| 11    | Erasmo Salemme      | 1946          |
| 12    | Marco Negri         | 1955          |

| Numer | Imię i nazwisko     | Rok urodzenia |
| ----- | ------------------- | ------------- |
| 1     | Anatolij Poliszczuk | 1950          |
| 2     | Wiaczesław Zajcew   | 1952          |
| 3     | Efim Czulak         | 1951          |
| 4     | Władimir Dorochow   | 1954          |
| 5     | Aleksander Jermiłow | 1954          |
| 6     | Paweł Seliwanow     | 1952          |
| 7     | Oleg Moliboga       | 1953          |
| 8     | Władimir Kondra     | 1950          |
| 9     | Jurij Starunski     | 1945          |
| 10    | Władimir Czernyszew | 1951          |
| 11    | Władimir Ułanow     | 1952          |
| 12    | Aleksander Sawin    | 1957          |